# Austria en los Juegos Olímpicos de Berlín 1936
Austria estuvo representada en los Juegos Olímpicos de Berlín 1936 por un total de 234 deportistas que compitieron en 19 deportes.  
El portador de la bandera en la ceremonia de apertura fue el jugador de balonmano Fritz Wurmböck.

## Medallistas
El equipo olímpico austríaco obtuvo las siguientes medallas:
| Nombre                         | Deporte      | Competición              |
| ------------------------------ | ------------ | ------------------------ |
| Oro                            |              |                          |
| Robert Fein                    | Halterofilia | 67,5 kg M                |
| Gregor Hradetzky               | Piragüismo   | K1 10000 m M             |
| Gregor Hradetzky               | Piragüismo   | K1 1000 m M              |
| Adolf Kainz Alfons Dorfner     | Piragüismo   | K2 1000 m M              |
| Plata                          |              |                          |
| Equipo                         | Balonmano    | Torneo M                 |
| Equipo                         | Fútbol       | Torneo M                 |
| Fritz Landertinger             | Piragüismo   | K1 10000 m M             |
| Rupert Weinstabl Karl Proisl   | Piragüismo   | C2 1000 m M              |
| Viktor Kalisch Karl Steinhuber | Piragüismo   | K2 10000 m M             |
| Josef Hasenöhrl                | Remo         | Scull individual (M1x) M |
| Bronce                         |              |                          |
| Ellen Preis                    | Esgrima      | Florete individual F     |
| Alois Podhajsky (Nero)         | Hípica       | Doma individual          |
| Rupert Weinstabl Karl Proisl   | Piragüismo   | C2 10000 m M             |